# Viševice
Viševice su naseljeno mjesto u općini Kotor Varoš, Republika Srpska, Bosna i Hercegovina.

## Stanovništvo

### 1991.
Nacionalni sastav stanovništva 1991. godine, bio je sljedeći:
ukupno: 372
- Hrvati - 366
- Srbi - 1
- Jugoslaveni - 2
- ostali, neopredijeljeni i nepoznato - 3

### 2013.
Na popisu stanovništva 2013. godine bilo je bez stanovnika.